# Bogholder
En bogholder står for at opsamle data – bogføre – til udarbejdelse af regnskaber. Tidligere førtes regnskabet i bøger (hovedbogen blev holdt ajour) – heraf titlen – nu sker det altovervejende under anvendelse af edb / IT og i de senere år via internettet. Selve arbejdet med bogføringen kombineres ofte med forberedelse af bogføringsmaterialet som fx beregning af løn og skat og rente- og rabatberegninger. Opgaven at tjekke for betalinger ligger som regel også hos en bogholder.
Titlen som bogholder er ikke en decideret uddannelse, og titlen er heller ikke beskyttet.
En bogholder har gerne en multifunktionel position, nemlig som økonomiassistent, regnskabsassistent og konsulent - sidstnævnte fordi en bogholder kan være lige så god til at rådgive, som en konsulent kan.
For at mindske risikoen for besvigelser søger man at holde funktionerne for bogholder skilt på forskellige personer, hvis den virksomhed, der føres regnskab for, er af en vis størrelse. Som overordnet kan en bogholder have en regnskabschef / økonomidirektør. Som underordnet kan en bogholder have en bogholderassistent eller regnskabsassistent.
Et beslægtet arbejde udføres af en kasserer.

## Organisationer
Dette afsnit eller denne liste er kun påbegyndt. Hvis du ved mere om emnet, kan du hjælpe Wikipedia ved at tilføje mere.

Der findes i Danmark mindst to foreninger der repræsenterer bogholdere
1. FFB Foreningen Freelance bogholdere, etableret i 2004. Disse medlemmer er, som krav for medlemskab, forsikret mod svig af kunder.
2. FDBR Foreningen Danske bogholdere og regnskabskonsulenter, Arkiveret 11. marts 2016 hos  Wayback Machine etableret i 2015